# می‌خواهم زنده بمانم (مجموعه نمایش خانگی)
می‌خواهم زنده بمانم یک مجموعهٔ نمایش خانگی ایرانی به کارگردانی شهرام شاه‌حسینی و تهیه‌کنندگی محمد شایسته محصول سال ۱۴۰۰–۱۳۹۹ است که به صورت اختصاصی توسط فیلیمو منتشر شد.
قسمت یکم این سریال ۴ اسفند ۱۳۹۹ در شبکه خانگی فیلیمو پخش شد و پس از آن قرار بود که فصل دوم این سریال ساخته شده و در بهار ۱۴۰۱ در شبکه خانگی پخش شود، اما این موضوع لغو شد.

## خلاصهٔ داستان
داستان سریال در سال ۱۳۶۸ خورشیدی، کمی پس از پایان جنگ عراق و ایران و قبل از ادغام کمیته، شهربانی و ژاندارمری در نیروی انتظامی، رخ می‌دهد. هما حقی (سحر دولتشاهی) و نامزدش نادر (پدرام شریفی) ساعاتی را با یکدیگر در خیابان وقت می‌گذرانند و سپس هما به همراه خانوادهٔ حقی آماده می‌شوند تا برای شب تولد همایون حقی، پدر خانواده (بابک کریمی) او را غافلگیر کنند. اما آن شب پس از گذشت دقایقی از رسیدن پدر، مأموران انتظامی وارد خانهٔ آن‌ها می‌شوند و …

## بازیگران
| نام بازیگر       | شخصیت در فیلم | توضیح                       |
| ---------------- | ------------- | --------------------------- |
| حامد بهداد       | امیر شایگان   | همسر هما حقی                |
| سحر دولتشاهی     | هما حقی       | همسر امیر، نامزد سابق نادر  |
| پدرام شریفی      | نادر سرمد     | نامزد سابق هما حقی          |
| آزاده صمدی       | زهره افشار    | همسر اول امیر شایگان        |
| علی شادمان       | کاوه          | برادر هما                   |
| آناهیتا درگاهی   | شیوا مستور    | خانم دکتر                   |
| مهران احمدی      | بهمن دشتی     | سرگرد ژاندارمری             |
| مهدی حسینی‌نیا    | مفتاح         | قاچاقچی مواد                |
| فرید سجادی حسینی | افشار         | پدر زهره افشار              |
| بابک کریمی       | همایون حقی    | پدر هما و کاوه              |
| افسانه چهره آزاد | فخری          | زن همایون حقی، مادر هما حقی |
| عزت‌الله مهرآوران | اصلان         | پدر کاوه                    |
| ناهید مسلمی      | بهجت          | خواهر اصلان، عمه کاوه       |
| مهدی صباغی       | عماد          |                             |
| محمدرضا مالکی    | پرویز         |                             |
| مائده طهماسبی    | بی بی         |                             |
| بهرام ابراهیمی   |               |                             |
| رؤیا جاویدنیا    | زیور زندی     |                             |
| نفیسه زارع       |               |                             |
| بهاره کیان‌افشار  | دختر خیابانی  |                             |
| مانی شاه‌حسینی    |               |                             |
| سلمان خطی        |               |                             |
| علی میلانی       |               |                             |
| امیر نوروزی      | یحیی فرخی     |                             |

## موسیقی
| شماره | نام                                                                  | آهنگساز       | خواننده       | مدت  |
| ----- | -------------------------------------------------------------------- | ------------- | ------------- | ---- |
| ۱.    | «آسمان ابری» (تیتراژ پایانی قسمت ۱ تا ۱۳ و تیتراژ میانی قسمت ۷)      | غلامرضا صادقی | همایون شجریان | ۴:۲۹ |
| ۲.    | «هوای زمزمه‌هایت» (تیتراژ پایانی قسمت ۱۴ تا ۱۸ و تیتراژ میانی قسمت ۸) | غلامرضا صادقی | همایون شجریان | ۴:۵۲ |
| ۳.    | «یک‌نفس آرزوی تو» (تیتراژ پایانی قسمت ۱۹ و ۲۰)                        | سعید فرج‌پوری  | همایون شجریان | ۴:۰۸ |
| ۴.    | «آسمان ابری» (ریمیکس امید محرم‌زاده)                                  |               | همایون شجریان | ۵:۱۱ |

## جوایز

### بیست‌ویکمین دوره جشن حافظ
| قسمت                                   | نامزد          | نتیجه    |
| -------------------------------------- | -------------- | -------- |
| بهترین مجموعه تلویزیونی                | محمد شایسته    | نامزدشده |
| بهترین کارگردانی تلویزیونی             | شهرام شاه‌حسینی | برنده    |
| بهترین فیلمنامه تلویزیونی              | مجید مولایی    | نامزدشده |
| بهترین بازیگر مرد درام تلویزیونی       | حامد بهداد     | نامزدشده |
| بهترین بازیگر مرد درام تلویزیونی       | علی شادمان     | نامزدشده |
| بهترین بازیگر زن درام تلویزیونی        | آزاده صمدی     | نامزدشده |
| بهترین خواننده تیتراژ مجموعه تلویزیونی | همایون شجریان  | نامزدشده |

## توقیف
در تاریخ ۱۰ خرداد ۱۴۰۰ با درخواست معاونت اجتماعی نیروی انتظامی، انتشار قسمت پانزدهم سریال متوقف شد.
نیروی انتظامی ادعا کرد با توجه به این‌که تهیه‌کننده مجموعه نمایش خانگی می‌خواهم زنده بمانم ملاحظات ناجا را طی جلسه‌ای که با عوامل سازنده این مجموعه داشته انجام نداده است، درخواست توقیف این سریال را کرده است. جامعه صنفی تهیه‌کنندگان سینمای ایران در اعتراض به توقیف این سریال، بیانیه‌ای داده و خواستار این شد که نهادهای بالادستی دست از تقدس‌سازی برداشته و اجازه آگاهی‌بخشی هنرمندان را دهند.